# Club Sportivo Ben Hur (basket-ball)
Pour la section football, voir Club Sportivo Ben Hur.
Le Club Sportivo Ben Hur est un club omnisports argentin. Sa section basket-ball évolue en Liga Nacional de Básquetbol, soit le plus haut niveau du championnat argentin. Le club est basé dans la ville de Rafaela.

## Palmarès
- Vainqueur de la Liga Sudamericana : 2006
- Champion d'Argentine : 2005